# 科孚海峽事件
科孚海峽事件（英語：Corfu Channel incident）包括1946年科孚海峡三起涉及英国皇家海军艦艇的独立事件，被认为是冷战的早期事件之一。在第一宗事件中，英國皇家海军船只遭到阿尔巴尼亚要塞炮击。第二宗事件中英國皇家海军触及了水雷，第三宗事件发生在英國皇家海军在科孚海峡进行扫雷行动时进入阿尔巴尼亚领海，阿尔巴尼亚为此向联合国投诉。
这一系列事件导致英国向国际法院提起了针对阿尔巴尼亚人民共和国的科孚海峡案。法院作出判决，阿尔巴尼亚将向英国支付844,00英镑，按2015年计算相当于3,000万英镑的赔偿。由于该事件，英国于1946年中断了旨在建立英阿兩國邦交的对话。两国的外交关系直到1991年才恢复。

## 历史

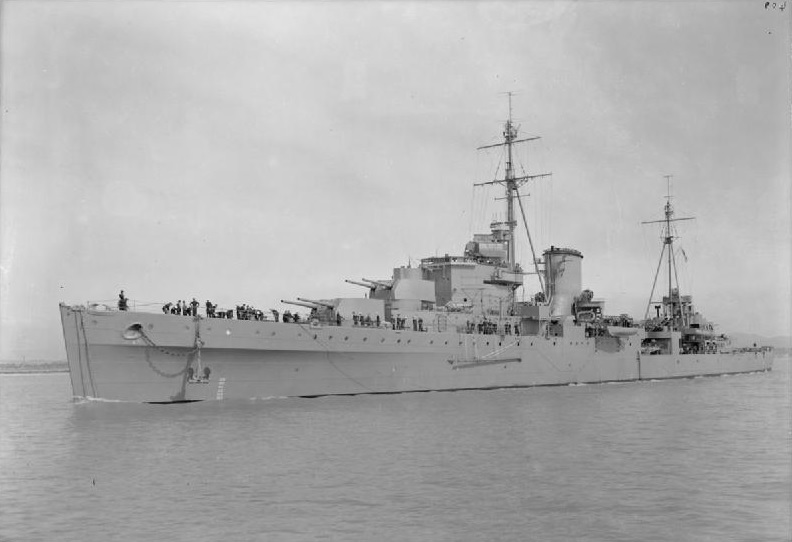
猎户座号轻巡洋舰是牵扯入第一起事件中的两艘英军舰船之一

事件起源于1946年5月15日，两艘皇家海军舰船猎户座号轻巡洋舰和华丽号轻巡洋舰按照命令跨越并清理科孚海峽。
在两艘轻巡洋舰跨越海峡时，受到了阿尔巴尼亚岸防堡垒炮兵的射击。炮弹均未击中，英军也未回击。尽管英军舰船没有受到实质性损伤，也没有人员伤亡，英国仍通过正规的外交渠道要求阿尔巴尼亚政府公开致歉。然而，类似的道歉在第一次海峡危机中并未出现，取而代之的是阿尔巴尼亚政府宣称英军入侵了阿尔巴尼亚海域。阿尔巴尼亚方认为，所有通过科孚海峡的船只均应向阿尔巴尼亚政府通报，否则阿尔巴尼亚军有权提前示警。英方则宣称阿尔巴尼亚军并未提前示警，并且威胁若英军再遭遇相同情况，英方有权回击。
第二次事件更加严重。1946年10月22日，皇家海军的一支巡洋舰分舰队被要求無害通過科孚海峽，以测试阿尔巴尼亚人的反应，船员被命令，如果受到攻击那么可以还击。